# منطقه حفاظت‌شده چهل پا
منطقهٔ حفاظت‌شدهٔ چهل پا یک منطقهٔ حفاظت‌شده با مساحت ۱۶۶۵۵ هکتار است که در استان خوزستان در ایران قرار دارد. این منطقهٔ حفاظت‌شده طبق مصوبهٔ شمارهٔ ۷۷۱ در تاریخ ۹۹/۱۱/۰۶ در فهرست مناطق تحت حفاظت سازمان محیط زیست ایران قرار گرفت.